# Школа Саммерхилл
Школа Саммерхилл — частная школа в Великобритании, которая была основана в 1921 году Александром Сазерлендом Ниллом. Главная её идея состоит в том, что «школа должна подстраиваться под ребёнка», а не наоборот. 

## История
Разочаровавшись в традиционных методах обучения, проработав несколько лет школьным учителем, в 1921 году  Александр Нилл основывает  свою школу, изначально располагавшуюся в Германии (близ Дрездена) и позже переехавшую в Австрию (1921-1923 гг.). Нетрадиционные методы обучения вызывали недовольство местной католической общины и властей, вследствие чего школа была закрыта.
Вместе со своей первой женой Лилиан Нойстаттер (нем. Neustatter) в 1924 году Нилл переезжает в Англию, где основывает на берегу Ла-Манша Саммерхилл и начинает обучение с 5 учениками. В 1927 году школа покидает обжитое место, но, сохранив своё прежнее название, окончательно обосновывается в Лейстоне (графство Саффолк), где существует до сих пор.
Во время Второй мировой войны школа была эвакуирована, здание Саммерхилла передано под нужды армии. В апреле 1944 года заболела и умерла мисс Линс (прозвище первой жены Нилла в Саммерхиле). После войны коллектив возвращается в полуразрушенное здание Саммерхилла, для восстановления которого понадобилось несколько лет.
В конце 50-х гг книги Нилла становятся хитом в США и начинают издаваться в других странах, школа становится популярной, и количество учеников заметно вырастает (в 1968 году учатся 2 скандинава и 44 американца). У школы появились сторонники и противники, которые часто наведывались на экскурсии и проверки.
Александр Нилл бессменно руководил школой до своей смерти в 1973 году, также преподавал уроки алгебры, геометрии и металлообработки. С 1973 по 1985 годы руководство приняла на себя вторая жена Нилла  Эне Вуд Нилл (работала в Саммерхилле поваром и домоуправителем с времён Второй мировой войны), а с 1985 года по настоящее время директором школы является их дочь Зоя.

## Идеология
Школа Саммерхилл представляет собой демократическое сообщество: все вопросы, касающиеся управления школой, решаются на школьных собраниях, на которых присутствуют все ученики и работники школы, при этом каждый имеет равный голос. Эти собрания, фактически, являются законодательным и судебным органом школы. Все члены сообщества — школы Саммерхилл — могут поступать, как им заблагорассудится, пока их действия не наносят никакого вреда другим лицам, в соответствии с принципом Нила «Свобода, а не вседозволенность». В школе Саммерхилл учащиеся сами выбирают, какие уроки им посещать. Кроме того, здесь отсутствует какая-либо система оценивания. При прогуливании уроков никакое наказание не несется.

## Кино
В 2008 году был снят четырехсерийный фильм "Школа Саммерхилл" режиссера Джона Иста.